# Purk, "el hombre de piedra"
Purk, "el hombre de piedra", va ser un personatge de ficció i una sèrie de còmics, publicat per Editorial Valenciana entre els anys 1950 i el 1958 el format era el quadern d'aventures, amb Pablo Gago de guionista i el dibuix de Manuel Gago. Va ser la primera incursió del dibuixant en una prehistòria mítica, abans de Piel de Lobo (1959) i Castor (1962), ja per a editorial Maga

## Trajectòria editorial
Manuel Gago ja portava dues sèries d'èxit (El Guerrero del Antifaz i El Pequeño Luchador); però no el seu germà menor Pablo, que tenia molta menys experiència. Per a la seva creació van poder inspirar-se en les novel·les de J. H. Rosny o Before Adam de Jack London, així com en la pel·lícula Fa un milió d'anys, protagonitzada per Victor Mature.
La sèrie va obtenir gran popularitat, malgrat la qual cosa la censura va obligar a cobrir als personatges.
El 1974, Valenciana va tornar a reeditar la sèrie, ara amb un format de 26 x 18 cm i en color, que va aconseguir publicar 114 números.

## Argument i personatges
1. Purk el hombre de piedra
A l'Edat de Pedra, els fills de dos caps de tribus rivals estan enamorats: Purk dels Cataks i Lila dels Urulus. Per evitar que Lila sigui lliurada com a dona a Tugor, Purk la rapta. En la seva fugida dels Urulus, són atacats pels gegants de la Reina Suri i Lila desapareix.
2. Presoners de la Reina Suri

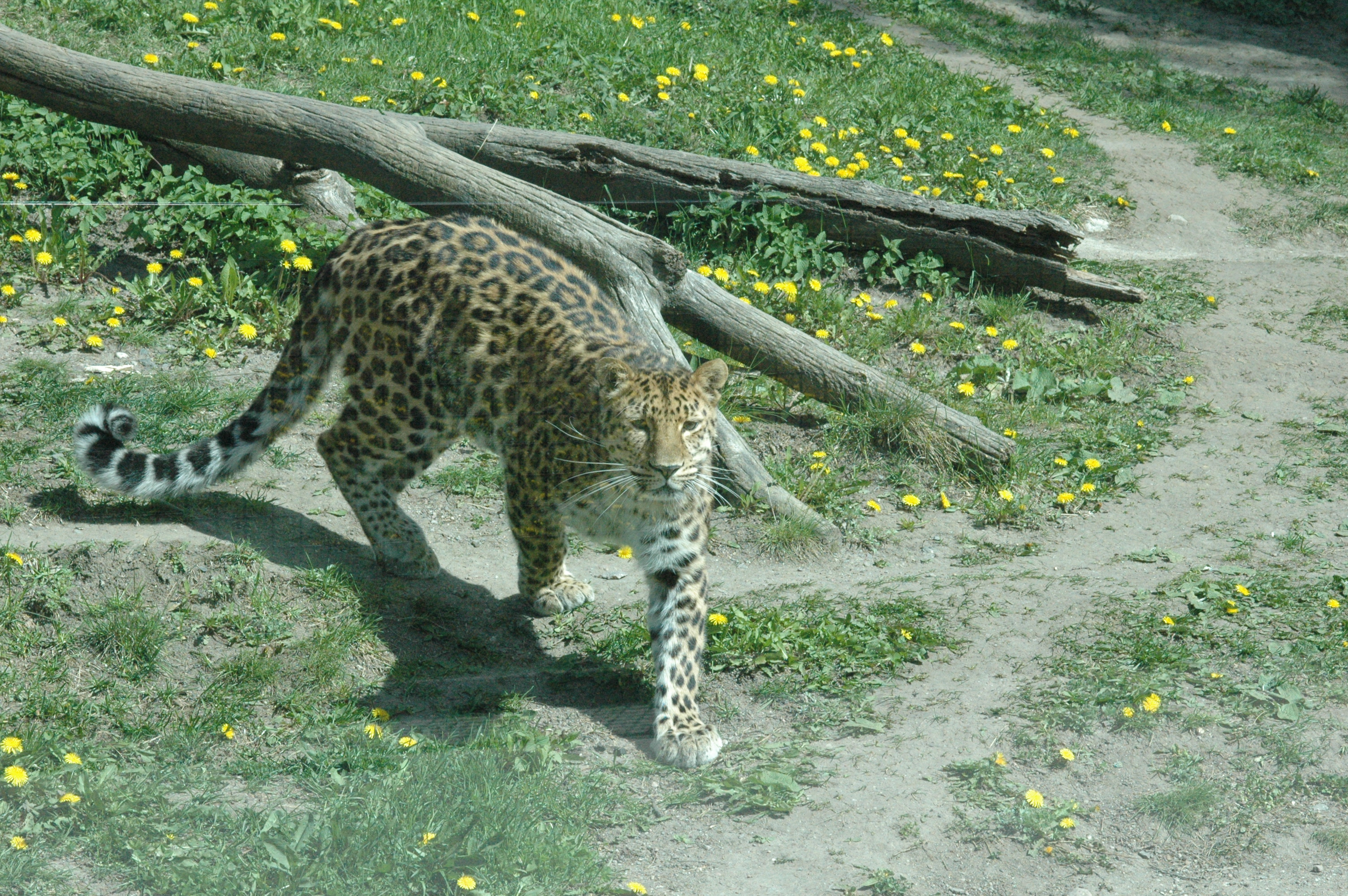
Un ratuk, com el que Purk mata, davant del cap Urulu

La Reina Suri, aliada dels Urulus, retorna a Lila a Tugor. Aquest torna al poblat amb ella, mentre Purk els trepitja els talons. Quan Purk els salva d'un ratuk, el cap Urulu accepta que Purk i Tugor lliurin un combat per la possessió de Lila. Tugor, no obstant això, altera el combat perquè participin també quatre gegants i lluitin tots contra Purk, que cau derrotat.

## Valoració
Per a l'investigador Pedro Porcel Torrens, "Purk" mostra certa reiteració narrativa, pal·liada per les ocasionals troballes fantàstiques. Permet, en qualsevol cas, observar l'evolució estilística de Manuel Gago.